# Anna und die Liebe
Anna und die Liebe è una soap opera tedesca prodotta dal 2008 al 2012 da Producers at Works e andata in onda sull'emittente televisiva Sat.1. Tra i protagonisti, figurano Jeanette Biedermann, Josephine Schmidt, Maria Wedig, Roy Peter Link, Karolyna Lodyga, Patrick Kalupa, Paul T. Grasshoff, Manuel Cortez, Jacob Weigert, ecc.
La fiction consta di 4 stagioni, per un totale di 926 episodi, ciascuno della durata di 22 minuti. Ogni stagione è incentrata su protagonisti diversi ed ha per questo un proprio sottotitolo, ovvero: "Anna & Jonas" per la prima stagione, "Mia & Alex" per la seconda stegione, "Anna & Tom" per la terza stagione, "Nina & Luca" per la quarta stagione; anche i singoli episodi hanno un proprio titolo.
La prima puntata andò in onda il 25 agosto 2008, l'ultima il 13 aprile 2012.

## Descrizione

### Prima stagione: "Anna & Jonas"
La prima stagione è incentrata sulle vicende di Anna Polauke, ragazza timida e pubblicitaria talentuosa, che va a lavorare presso l'agenzia "Broda & Broda", dove si innamora del suo capo, Jonas Broda.

### Seconda stagione: "Mia & Alex"
La seconda stagione è incentrata sulle vicende della cugina di Anna, Mia Maschke, che si innamora di Alexander Zeiss e di Enrique Vegaz.

### Terza stagione: "Anna & Tom"
Nella terza stagione torna ad essere protagonista Anna Polauke: di ritorno dagli Stati Uniti, perde l'amato marito Jonas, che viene assassinato. Ritroverà la felicità tra le braccia di Tom Lanford, proprietario della casa di moda "Lanford Luxury".

### Quarta stagione: "Nina & Luca"
La quarta stagione è incentrata sulla storia d'amore tra Nina Hinze, una donna appena uscita di prigione, e Luca Benzoni, il nuovo direttore della "Lanford Luxury".

## Produzione
- La soap opera è stata girata a Potsdam, presso lo Studio Babelsberg, nel quartiere di Babelsberg, e a Berlino.[7]

## Episodi
| Stagione         | Puntate                  | Prima TV Germania | Prima TV Italia |
| ---------------- | ------------------------ | ----------------- | --------------- |
| Prima stagione   | 311                      | 25 agosto 2008    | inedita         |
| Seconda stagione | 253                      | 16 novembre 2009  | inedita         |
| Terza stagione   | 234 + 5 episodi speciali | 3 novembre 2010   | inedita         |
| Quarta stagione  | 128                      | 13 ottobre 2011   | inedita         |

## Ruoli minori e guest-star
Tra le guest-star apparse nella serie o tra gli attori apparsi in ruoli minori, figurano, tra gli altri:
- Jessica Boehrs[8]
- Maike von Bremen[9]
- Janina Flieger[10]
- Jil Funke (7 ep.)[11]
- Karl Lagerfeld (nel ruolo di se stesso)[12]
- Volker Michalowski (4 ep.)[13]

## Distribuzione
La soap opera è andata in onda nei vari Paesi con i seguenti titoli
- Anna und die Liebe (titolo originale)
- Anna (titolo internazionale)
- Szerelmes Anna ("Anna, l'innamorata/l'appassionata", Ungheria)